# شيرلي سيتيا
شيرلي سيتيا (بالإنجليزية: Shirley Setia)‏ هي مغنية وممثلة نيوزيلندية معروفة بعملها في صناعتي السينما والموسيقى الهندية.
ولدت في دامان بالهند في منطقة الاتحاد السابقة دامان وديو، وهاجرت مع عائلتها إلى أوكلاند ولفتت الانتباه باعتبارها موسيقية على موقع يوتيوب تقوم بتحميل أغلفة أغاني بوليوود عندما كانت لا تزال طالبة في جامعة أوكلاند. ظهرت سيتيا لاحقًا في مجلة فوربس، حيث تمت الإشارة إليها باسم "الإحساس الغنائي الكبير التالي في بوليوود".
ظهرت Setia لأول مرة في التمثيل مع الفيلم الهندي لعام 2020 Maska والذي تم إصداره على نتفليكس. لقد ظهرت لأول مرة على الشاشة الكبيرة مع Nikamma في عام 2022 ولعبت أيضًا دور البطولة في فيلم التيلجو Krishna Vrinda Vihari، الذي صدر في 23 سبتمبر 2022.

## وصلات خارجية
- شيرلي سيتيا على موقع IMDb (الإنجليزية)
- شيرلي سيتيا على موقع ميوزك برينز (الإنجليزية)
- شيرلي سيتيا على موقع قاعدة بيانات الفيلم (الإنجليزية)